# Michael Neiiendam
Michael Nicolai Neiiendam, född 30 maj 1895, död 3 februari 1962, var en dansk teolog. Han var son till Nicolai Neiiendam.
Neiiendam blev teologie doktor 1922, var privatdocent vid Köpenhamns universitet 1923-31, blev kaplan vid Garnisonskirken i Köpenhamn 1930 och kunglig confessionarius 1934. Han utgav bland annat Christian Bastholm (1922), Frikirker og Sekter (1927) samt Erik Pontoppidan (2 band, 1930-33). Neiiendam var medredaktör för Kirkeleksikon for Norden 1926-29.